# William Dole
William Dole (falecido em 1403) foi um Cónego de Windsor de 1377 a 1403

## Carreira
Ele foi nomeado:
- Vigário de Exning, Suffolk 1371
- Vigário de Maresfield, Sussex
- Vigário de Croydon, Surrey 1371

Ele foi nomeado para o primeiro banco do coro na Capela de São Jorge, o Castelo de Windsor, em 1377, e ocupou a posição canónica até 1403.